# St. John (Washington)
St. John és una població dels Estats Units a l'estat de Washington. Segons el cens del 2000 tenia 548 habitants.

## Demografia
Segons el cens del 2000, St. John tenia 548 habitants, 258 habitatges, i 163 famílies. La densitat de població era de 406,9 habitants per km².
Dels 258 habitatges en un 22,1% hi vivien nens de menys de 18 anys, en un 54,7% hi vivien parelles casades, en un 5,8% dones solteres, i en un 36,8% no eren unitats familiars. En el 34,1% dels habitatges hi vivien persones soles el 20,2% de les quals corresponia a persones de 65 anys o més que vivien soles. El nombre mitjà de persones vivint en cada habitatge era de 2,12 i el nombre mitjà de persones que vivien en cada família era de 2,72.
Per edats la població es repartia de la següent manera: un 20,8% tenia menys de 18 anys, un 3,3% entre 18 i 24, un 20,4% entre 25 i 44, un 25,2% de 45 a 60 i un 30,3% 65 anys o més.
L'edat mediana era de 49 anys. Per cada 100 dones de 18 o més anys hi havia 86,3 homes.
La renda mediana per habitatge era de 33.393 $ i la renda mediana per família de 44.643 $. Els homes tenien una renda mediana de 31.389 $ mentre que les dones 18.750 $. La renda per capita de la població era de 18.722 $. Aproximadament el 5,4% de les famílies i el 7,4% de la població estaven per davall del llindar de pobresa.